# Why Leaders Lie
 (octobre 2022).
Why Leaders Lie: The Truth About Lying in International Politics (traduisible en français par « Pourquoi les dirigeants mentent : la vérité sur le mensonge en politique internationale ») est un livre paru en 2011. Il est écrit par le spécialiste des relations internationales, John Mearsheimer, qui appartient à l'école de pensée réaliste. Il est professeur de relations internationales à l'Université de Chicago et est considéré comme le réaliste le plus influent de sa génération.

## Thèse de l'ouvrage

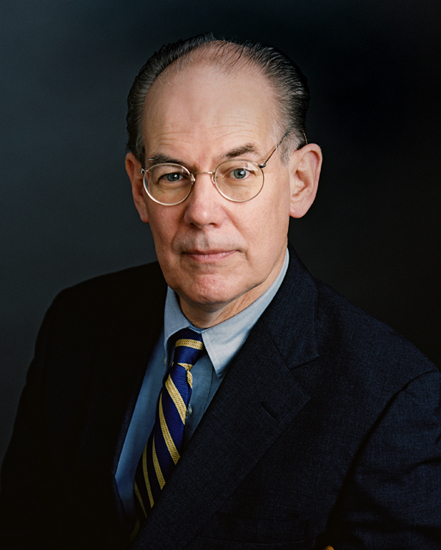
John Mearsheimer en 2007.

Le livre soutient que les dirigeants mentent à un public étranger ainsi qu'à leur propre peuple parce qu'ils pensent que c'est bon pour leur pays. Mearsheimer prend l'exemple du mensonge du président Franklin Delano Roosevelt à propos de l'incident de l'USS Greer en août 1941. Roosevelt ment car il veut obtenir un profond engagement des États-Unis dans la Seconde Guerre mondiale, ce qu'il pensait être dans l'intérêt national américain.
Le livre soutient que les dirigeants ne mentent pas beaucoup aux autres pays et que les dirigeants démocratiques sont en fait plus susceptibles de mentir à leur propre peuple que les autocrates. Ainsi, il commence son livre en disant qu'il n'est pas surprenant que le dictateur irakien Saddam Hussein n'ait pas menti au sujet de la présence d'armes de destruction massives - il a honnêtement dit qu'il n'en avait pas - mais que George W. Bush et certains de ses principaux conseillers ont menti au peuple américain sur la menace de l'Irak. Mearsheimer soutient que les dirigeants sont plus susceptibles de mentir à leur propre peuple dans les démocraties qui mènent des guerres de choix dans des endroits éloignés. L'auteur dit qu'il est difficile pour les dirigeants de mentir à d'autres pays car il n'y a pas beaucoup de confiance entre eux, surtout lorsque des questions de sécurité sont en jeu, et il faut que la confiance règne pour que le mensonge porte ses fruits. Il conclut qu'il est plus facile pour les dirigeants de mentir à leur propre peuple car il existe généralement une bonne confiance entre eux.
Mearsheimer suggère que la plupart des mensonges politiques entrent dans l'une des cinq catégories suivantes : mensonges interétatiques, alarmistes, dissimulations stratégiques, mythes nationalistes et mensonges libéraux. Il explique les raisons pour lesquelles les dirigeants poursuivent chacun ces différents types de mensonges. Il affirme également que le mensonge international peut avoir des effets négatifs. Il met, ici, l'accent sur le Blowback (traduisible par "retour de flamme"), c'est-à-dire que Mearsheimer insiste sur le fait que raconter des mensonges à des acteurs internationaux aide à provoquer une culture de tromperie chez soi, et (effet pervers)/« retour de flamme », c'est-à-dire que dire un mensonge mène à un échec politique. Il souligne également qu'il existe deux autres types de tromperie en plus du mensonge : le "concealment” (en français : la « dissimulation »), qui consiste à garder le silence sur une question importante, et le "spinning" (en français : la « rotation »), qui consiste à raconter une histoire qui met l'accent sur le caractère positif et minimise ou ignore le côté négatif. Mearsheimer ne considère pas la dimension morale du mensonge à l'international ; il le regarde simplement d'un point de vue réaliste.

## Réception
Le livre a attiré plusieurs critiques positives: The Washington Post et Foreign Affairs décrivent le livre comme « fascinant »,,. The Oxonian Review, une revue dirigée par des doctorants de l'université d'Oxford, a critiqué la perspective réaliste du livre pour avoir minimisé les inconvénients du mensonge. Il suggère aussi que Mearsheimer trouve peu d'exemples de mensonges dans la politique internationale uniquement en raison de sa définition étroite de ce qui entend comme un mensonge : des contrevérités explicites verbales, et non une mauvaise direction par d'autres moyens.